# 袁枢 (南宋)

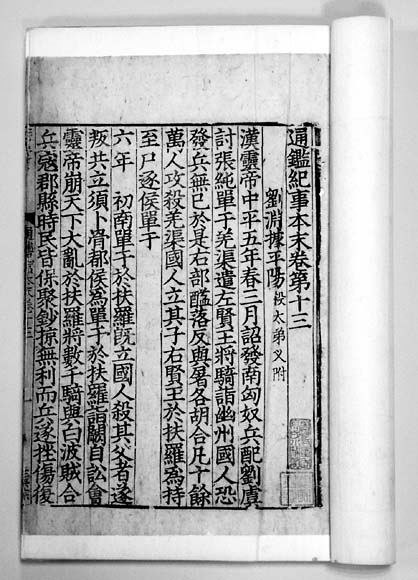
通鑑紀事本末

袁樞（1131年—1205年），字機仲，南宋建安（今福建建甌）人。宋孝宗隆興元年（1163年）進士，世稱西山先生。

## 生平
袁樞學識淵博，與當時學者朱熹、呂祖謙、楊萬里有往來。歷任溫州判官、嚴州教授、太府丞兼國史院編修、大理少卿、工部侍郎兼國學祭酒、右文殿修撰、江陵知府等職。乾道七年（1171年）袁枢上疏建議孝宗開言路、恢復失土、批評南宋士大夫，袁枢因為不滿南宋官場，因此請求外調嚴州。
袁枢喜誦司馬光《資治通鑒》，但苦其浩博，在嚴州任職期間，袁枢「乃自出新意，輯抄《通鑒》」、「區別門目，以類排纂。每事各詳起訖，自為標題，每篇各編年月，自為首尾」（《四庫全書總目提要》）成就《通鑑紀事本末》一書。
任國史院編修期間，負責修宋朝國史之列傳部份。北宋章惇的子孫請託袁樞對章惇的傳記多加文飾。袁氏駁斥，曰：「子厚為相，負國欺君。吾為史官，書法不隱，寧負鄉人，不可負天下後世公議！」
袁樞視察淮南後，批評南宋國防：「兩淮堅固則長江可守，今徒知備江，不知保淮，置重兵於江南，委空城於淮上」

## 通鑑紀事本末
袁樞的歷史巨著《通鑑紀事本末》，全書四十二卷，始於〈三家分晉〉，終於〈周世宗之征淮南〉。書中文字全抄司馬光的《資治通鑑》原文。只是方式改易。取《通鑑》所記之事，區別門目，分類編排。專以記事為主，每一事詳書始末，並自為標題，共記二百三十九事，另附錄六十六事。開「紀事本末體」之先河。
宋人楊萬里曾評價袁樞的《通鑒紀事本末》：“今讀袁子此書，如生乎其時，親見乎其事，使人喜，使人悲，使人鼓舞。未既，而繼 之以嘆且泣也”，更作《通鑒本末序》。朱熹看過袁樞的《通鑑紀事本末》有批評：「錯綜溫公之書，乃國語之流」、「其部居門目，始終離合之間，又皆曲有微意」。章學誠稱贊：「本末之為體也，因事命篇，不為常格……文省於紀傳，事豁於編年，決斷去取，體圓用神，斯真《尚書》之遺也」。《四庫全書總目提要》謂：「數千年事跡，經緯明晰，節目具詳，一覽了然，遂使紀傳、編年貫通為一，實前古之未見。」
袁樞以後採用這種體裁撰寫歷史者，所在多有。如：章沖《春秋左氏傳事類始末》，楊仲良《皇宋通鑒長編紀事本末》；到了明清時際，紀事本末體大為流行，如馮琦、陳邦瞻的《宋史紀事本末》，張鑒的《西夏紀事本末》，李有棠的《遼史紀事本末》與《金史紀事本末》，陳邦瞻的《元史紀事本末》，以及谷應泰的《明史紀事本末》。袁樞晚年喜讀易，著有《易學索引》、《周易辯異》等書。